# Austrolebias bellottii
Austrolebias bellottii es un pez de la familia de los rivulinos en el orden de los ciprinodontiformes.
Morfología
Los machos pueden alcanzar los 7 cm de longitud total.
Distribución geográfica
Se encuentran en Sudamérica: río Paraná.
Taxonomía
Austrolebias apaii Costa, Laurino, Recuero & Salvia, 2006 descrita en el año 2006 como una buena especie, en 2012 fue definida en realidad como un sinónimo más moderno de Austrolebias bellottii.